# Amesville (Ohio)
Amesville est un village américain situé dans le comté d'Athens, dans l'Ohio. Selon le recensement de 2020, sa population est de 154 habitants.